# Primavera di lacrime
Primavera di lacrime è un cortometraggio muto italiano del 1911 diretto da Giovanni Pastrone.